# Otxandio
Otxandio és un municipi de la província de Biscaia, País Basc, pertanyent a la comarca de Duranguesat.

## Topònim
El nom del poble apareix documentat per primera vegada en el segle xii. El vilatge li seria concedit a la localitat al començament del segle xiii. Otxandiano és un antropònim dels formats per un nom, unit al sufix -anus, que sembla d'origen llatí. Segons filòlegs com Julio Caro Baroja o L. M. Mujika els topònims bascos que acaben en la terminació -anus són en la seva major part fruit de l'evolució del sufix llatí -anum. En origen aquest sufix -anum solia anar unit a un nom propi i indicava una propietat de caràcter rústic. En el cas d'Otxandiano, el nom que apareix en el topònim sembla Otxoa Handia, nom basc que es pot traduir com el gran Llop o Llop el Gran. Potser el nom pogués estar relacionat amb algun dels Senyors de Biscaia, que van dur el nom de Lope.
Otxandio ha estat durant segles la porta d'entrada/sortida de Biscaia. L'actual nom basc i oficial de la població, Otxandio, és fruit, d'una banda de l'evolució fonètica del primitiu Otxandiano, havent-se perdut la n intervocálica (un fenomen comú esdevingut en euskera dels últims segles): Ochandiano→Ochandiao→Ochandio; i d'altra banda de l'adaptació del topònim a les modernes regles ortogràfiques de l'euskera: Ochandio→Otxandio. En castellà s'ha conservat la variant més antiga del nom com nom formal de la localitat. El 1984 l'ajuntament va modificar el nom oficial del municipi que va passar de ser Ochandiano a Otxandio. Va ser publicat en el BOE el 1989.

## Clima

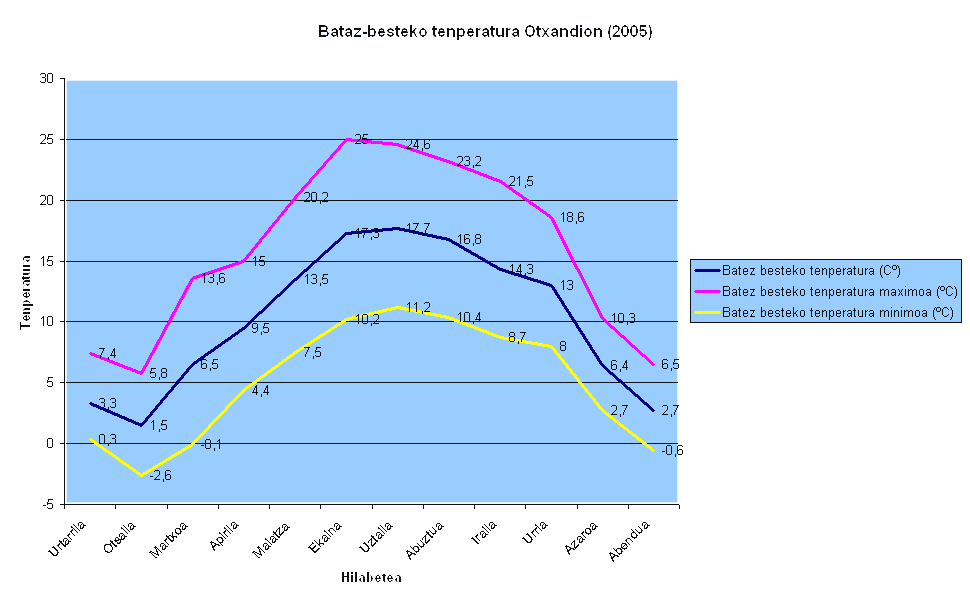
Temperatures mitjanes a Otxandio.

## Persones il·lustres
- Felipe Arrese y Beitia (1841-1906), escriptor.
- Dalmacio Langarica Lizasoain (1919-1985), ciclista
- Carmelo Alonso Bernaola (1929-2002), compositor i clarinetista.
- Josu Zabala Ajuriaguerra (1954-), músic.
- Luzia Urigoitia Ajuria (1959-1987), activista política, assassinada per la Guàrdia Civil.
- Koikili Lertxundi del Campo (1980-), futbolista.